# Хэмилтон, Брайан
Брайан Хэмилтон (англ. Bryan Hamilton; род. 31 декабря 1946, Белфаст) — североирландский футболист, выступавший на позиции  полузащитника, и тренер. Позже был техническим директором футбольного клуба «Антигуа Барракуда», который больше не существует и был распущен в 2014 году.

## Клубная карьера
Профессиональную карьеру начал в 1964 в составе команды «Лисберн Дистиллери», в которой провел два сезона. С 1966 по 1971 года защищал цвета клуба «Линфилд». В сезоне 1970/71 помог своей команде выиграть очередной титул чемпиона Северной Ирландии и стал лучшим бомбардиром турнира, а также был признан лучшим игроком североирландского футбольного первенства по обеим версиям (по опросу спортивных журналистов и по мнению болельщиков).
В статусе звезды североирландского футбола заинтересовал представителей английских клубов. В 1971 году присоединился к клубу «Ипсвич Таун». Отыграл за команду из Ипсвича следующие пять сезонов своей игровой карьеры. Большинство времени, проведенного в составе «Ипсвич Тауна», был основным игроком.
Впоследствии с 1976 по 1980 год играл в составе команд «Эвертон», «Миллуолл», и «Суиндон Таун».
Завершил профессиональную игровую карьеру в 1985 году в клубе четвертого английского дивизиона «Транмир Роверс», в котором также исполнял роль играющего тренера.

## Карьера за сборную
Дебют за национальную сборную Северной Ирландии состоялся 11 декабря 1968 года в квалификационном матче на чемпионат мира 1970 против сборной Турции. Всего Хэмилтон за сборную сыграл 50 матчей и забил 4 гола.

### Голы за сборную
| № | Дата            | Место                      | Соперник  | Счёт | Результат | Турнир                                      |
| - | --------------- | -------------------------- | --------- | ---- | --------- | ------------------------------------------- |
| 1 | 22 мая 1971     | Белфаст, Северная Ирландия | Уэльс     | 1:0  | 1:0       | Домашний чемпионат Великобритании 1970/1971 |
| 2 | 19 мая 1973     | Ливерпуль, Англия          | Уэльс     | 1:0  | 1:0       | Домашний чемпионат Великобритании 1972/1973 |
| 3 | 16 марта 1975   | Белфаст, Северная Ирландия | Югославия | 1:0  | 1:0       | Квалификация на ЧЕ-1976                     |
| 4 | 29 октября 1975 | Белфаст, Северная Ирландия | Норвегия  | 3:0  | 3:0       | Квалификация на ЧЕ-1976                     |

## Карьера тренера
Получив первый тренерский опыт в 1980—1985 годах как играющий тренер клуба «Транмир Роверс» из Четвертого дивизиона, в 1985 году был приглашен в  «Уиган Атлетик», боровшийся за выход во Второй дивизион. Под руководством Хэмилтона «Уиган» провёл хороший сезон, однако команде не хватило одного турнирного очка, чтобы повыситься в классе.
Однако успехи тренера не остались незамеченными и следующий сезон 1986/87 он проработал в самом высоком английском дивизионе, став главным тренером клуба «Лестер Сити». По результатам сезона «лисы» заняли 20 место и потеряли место в Первом дивизионе, а сам тренер покинул команду. После этого он вернулся в «Уиган Атлетик», где проработал до 1993 года.
В течение 4 лет, начиная с 1994 года, был главным тренером сборной Северной Ирландии, сменив на этом посту Билли Бингема. В квалификации на чемпионат Европы 1996 года североирландцы уступили второе место в группе только по дополнительным показателям, которое давало право продолжить борьбу за выход в финальную стадию, ирландцам. Следующим турниром для Гамильтона, как тренера сборной, был отбор на чемпионат мира 1998 года. Здесь команда до завершения соревнования потеряла шансы на выход в финальную стадию «мундиаля» и заняла итоговое предпоследнее место в своей группе из 6 команд, после чего Хэмилтон покинул сборную.
В июне 1998 года был назначен футбольным директором клуба «Норвич Сити», а в апреле 2000 года стал главным тренером его команды, проработав на этой позиции только до 4 декабря того же года, уйдя в отставку из-за неудовлетворительных результатов команды. Он вернулся в «Ипсвич» в качестве тренера в 2001 году, но покинул клуб в 2002 году. В ноябре 2006 года он был назначен техническим директором Футбольной ассоциации Антигуа и Барбуды.
В настоящее время Гамильтон является экспертом в области СМИ, работая в основном с Eurosport, BBC Radio 5 Live, Setanta Sports, Today FM, Sky Sports и Anglia Television.